# Copa de Islas Feroe
La Copa de Islas Feroe (en feroés: Løgmanssteypið) es la segunda competición de fútbol más importante de las Islas Feroe (Dinamarca) y se juega desde 1955.
El equipo campeón accede a la primera ronda de clasificación de la Liga Conferencia de la UEFA.

## Palmarés
| Temporada | Campeón                  | Resultado              | Subcampeón         | Estadio                    |
| --------- | ------------------------ | ---------------------- | ------------------ | -------------------------- |
| 1955      | HB                       | 3–1                    | KÍ                 | Gundadalur, Tórshavn       |
| 1956      | TB                       | 5–2                    | VB                 | Gundadalur, Tórshavn       |
| 1957      | HB                       | 1–0                    | KÍ                 | Gundadalur, Tórshavn       |
| 1958      | TB                       | 5–3                    | HB                 | Sevmýri, Tvøroyri          |
| 1959      | HB                       | 1–0                    | B36                | Gundadalur, Tórshavn       |
| 1960      | TB                       | 3–0                    | HB                 | Gundadalur, Tórshavn       |
| 1961      | TB                       | 2–0                    | B36                | Sevmýri, Tvøroyri          |
| 1962      | HB                       | 2–1 (pró.)             | TB                 | Gundadalur, Tórshavn       |
| 1963      | HB                       | 7–1                    | B36                | Gundadalur, Tórshavn       |
| 1964      | HB                       | 3–3 (pró.)             | B36                | Sevmýri, Tvøroyri          |
| 1964      | HB                       | Replay: 4–3 (pró.)     | B36                | Gundadalur, Tórshavn       |
| 1965      | B36                      | 3–2                    | HB                 | Gundadalur, Tórshavn       |
| 1966      | KÍ                       | 4–2                    | HB                 | Sarpugerði, Norðragøta     |
| 1967      | KÍ                       | 6–2                    | B36                | Sarpugerði, Norðragøta     |
| 1968      | HB                       | 2–1                    | B36                | Gundadalur, Tórshavn       |
| 1969      | HB                       | 2–0                    | B36                | Gundadalur, Tórshavn       |
| 1970      | Final no disputada       | Final no disputada     | Final no disputada | Final no disputada         |
| 1971      | HB                       | 9–0                    | TB                 | Gundadalur, Tórshavn       |
| 1972      | HB                       | 6–1                    | B36                | Gundadalur, Tórshavn       |
| 1973      | HB                       | 3–1                    | KÍ                 | Gundadalur, Tórshavn       |
| 1974      | VB                       | 4–0                    | HB                 | Á Eiðinum, Vágur           |
| 1974      | VB                       | 3–5                    | HB                 | Gundadalur, Tórshavn       |
| 1974      | VB ganó 7–5 en el global |                        |                    |                            |
| 1975      | HB                       | 5–2                    | ÍF                 | Í Fløtugerði, Fuglafjørður |
| 1975      | HB                       | 2–2                    | ÍF                 | Gundadalur, Tórshavn       |
| 1975      | HB ganó 7–4 en el global |                        |                    |                            |
| 1976      | HB                       | 1–0                    | KÍ                 | Við Djúpumýrar, Klaksvík   |
| 1976      | HB                       | 3–0                    | KÍ                 | Gundadalur, Tórshavn       |
| 1976      | HB ganó 4–0 en el global |                        |                    |                            |
| 1977      | TB                       | 1–3                    | VB                 | Sevmýri, Tvøroyri          |
| 1977      | TB                       | 3–0                    | VB                 | Á Eiðinum, Vágur           |
| 1977      | TB ganó 4–3 en el global |                        |                    |                            |
| 1978      | HB                       | 1–2                    | TB                 | Sevmýri, Tvøroyri          |
| 1978      | HB                       | 2–1                    | TB                 | Gundadalur, Tórshavn       |
| 1978      | HB                       | Play-off: 3–1          | TB                 | Inni í Dal, Sandur         |
| 1979      | HB                       | 5–0                    | KÍ                 | Gundadalur, Tórshavn       |
| 1980      | HB                       | 2–1                    | NSÍ                | Gundadalur, Tórshavn       |
| 1981      | HB                       | 5–1                    | TB                 | Gundadalur, Tórshavn       |
| 1982      | HB                       | 2–1                    | ÍF                 | Gundadalur, Tórshavn       |
| 1983      | GÍ                       | 5–1                    | Royn               | Gundadalur, Tórshavn       |
| 1984      | HB                       | 2–0                    | GÍ                 | Undir Mýruhjalla, Skála    |
| 1985      | GÍ                       | 4–2                    | NSÍ                | Í Fløtugerði, Fuglafjørður |
| 1986      | NSÍ                      | 2–1                    | LÍF                | Gundadalur, Tórshavn       |
| 1987      | HB                       | 2–2 (pró.)             | ÍF                 | Gundadalur, Tórshavn       |
| 1987      | HB                       | Replay: 3–0            | ÍF                 | Gundadalur, Tórshavn       |
| 1988      | HB                       | 1–0                    | NSÍ                | Gundadalur, Tórshavn       |
| 1989      | HB                       | 1–1 (pró.)             | B71                | Gundadalur, Tórshavn       |
| 1989      | HB                       | Replay: 2–0            | B71                | Gundadalur, Tórshavn       |
| 1990      | KÍ                       | 6–1                    | GÍ                 | Gundadalur, Tórshavn       |
| 1991      | B36                      | 1–0                    | HB                 | Gundadalur, Tórshavn       |
| 1992      | HB                       | 1–0                    | KÍ                 | Gundadalur, Tórshavn       |
| 1993      | B71                      | 1–1 (pró.)             | HB                 | Gundadalur, Tórshavn       |
| 1993      | B71                      | Replay: 2–1            | HB                 | Gundadalur, Tórshavn       |
| 1994      | KÍ                       | 2–1                    | B71                | Gundadalur, Tórshavn       |
| 1995      | HB                       | 3–1                    | B68                | Gundadalur, Tórshavn       |
| 1996      | GÍ                       | 2–2 (pró.)             | HB                 | Gundadalur, Tórshavn       |
| 1996      | GÍ                       | Replay: 5–3 (pró.)     | HB                 | Gundadalur, Tórshavn       |
| 1997      | GÍ                       | 6–0                    | VB                 | Gundadalur, Tórshavn       |
| 1998      | HB                       | 2–0                    | KÍ                 | Gundadalur, Tórshavn       |
| 1999      | KÍ                       | 3–1                    | B36                | Gundadalur, Tórshavn       |
| 2000      | GÍ                       | 1–0                    | HB                 | Tórsvøllur, Tórshavn       |
| 2001      | B36                      | 1–0                    | KÍ                 | Tórsvøllur, Tórshavn       |
| 2002      | NSÍ                      | 2–1                    | HB                 | Tórsvøllur, Tórshavn       |
| 2003      | B36                      | 3–1 (pró.)             | GÍ                 | Tórsvøllur, Tórshavn       |
| 2004      | HB                       | 3–1                    | NSÍ                | Tórsvøllur, Tórshavn       |
| 2005      | GÍ                       | 4–1                    | ÍF                 | Tórsvøllur, Tórshavn       |
| 2006      | B36                      | 2–1                    | KÍ                 | Gundadalur, Tórshavn       |
| 2007      | EB/Streymur              | 4–3                    | HB                 | Gundadalur, Tórshavn       |
| 2008      | EB/Streymur              | 3–2                    | B36                | Gundadalur, Tórshavn       |
| 2009      | Víkingur                 | 3–2                    | EB/Streymur        | Gundadalur, Tórshavn       |
| 2010      | EB/Streymur              | 1–0                    | ÍF                 | Við Djúpumýrar, Klaksvík   |
| 2011      | EB/Streymur              | 3–0                    | ÍF                 | Við Djúpumýrar, Klaksvík   |
| 2012      | Víkingur                 | 3–3 (pró.), (pen. 5–4) | EB/Streymur        | Tórsvøllur, Tórshavn       |
| 2013      | Víkingur                 | 2–0                    | EB/Streymur        | Tórsvøllur, Tórshavn       |
| 2014      | Víkingur                 | 1–0                    | HB                 | Tórsvøllur, Tórshavn       |
| 2015      | Víkingur                 | 3–0                    | NSÍ                | Tórsvøllur, Tórshavn       |
| 2016      | KÍ                       | 1–1 (pró.), (pen. 5–3) | Víkingur           | Tórsvøllur, Tórshavn       |
| 2017      | NSÍ                      | 1–0                    | B36                | Tórsvøllur, Tórshavn       |
| 2018      | B36                      | 2–2 (pró.), (pen. 5–4) | HB                 | Tórsvøllur, Tórshavn       |
| 2019      | HB                       | 3–1                    | Víkingur           | Tórsvøllur, Tórshavn       |
| 2020      | HB                       | 2–0                    | Víkingur           | Tórsvøllur, Tórshavn       |
| 2021      | B36                      | 1–1 (pró.), (pen. 4–3) | NSÍ                | Tórsvøllur, Tórshavn       |
| 2022      | Víkingur                 | 1–0                    | KÍ                 | Tórsvøllur, Tórshavn       |
| 2023      | HB                       | 0–0 (pró.), (pen. 5–3) | B68                | Tórsvøllur, Tórshavn       |
| 2024      | HB                       | 2–2 (pró.), (pen. 3–2) | B36                | Tórsvøllur, Tórshavn       |

## Títulos por club
| Club            | Campeón | 2° | Años campeón |
| --------------- | ------- | -- | --- |
| HB Tórshavn     | 30      | 13 | 1955, 1957, 1959, 1962, 1963, 1964, 1968, 1969, 1971, 1972, 1973, 1975, 1976, 1978, 1979, 1980, 1981, 1982, 1984, 1987, 1988, 1989, 1992, 1995, 1998, 2004, 2019, 2020, 2023, 2024 |
| B36 Tórshavn    | 7       | 12 | 1965, 1991, 2001, 2003, 2006, 2018, 2021 |
| KÍ Klaksvík     | 6       | 10 | 1966, 1967, 1990, 1994, 1999, 2016 |
| GÍ Gøta †       | 6       | 3  | 1983, 1985, 1996, 1997, 2000, 2005 |
| Víkingur Gøta   | 6       | 3  | 2009, 2012, 2013, 2014, 2015, 2022 |
| TB Tvøroyri     | 5       | 4  | 1956, 1958, 1960, 1961, 1977 |
| EB/Streymur     | 4       | 3  | 2007, 2008, 2010, 2011 |
| NSÍ Runavík     | 3       | 6  | 1986, 2002, 2017 |
| VB Vágur †      | 1       | 3  | 1974 |
| B71 Sandur      | 1       | 2  | 1993 |
| ÍF Fuglafjørður | -       | 6  | --- |
| B68 Toftir      | -       | 2  | --- |
| LÍF Leirvik †   | -       | 1  | --- |
| Royn Hvalba     | -       | 1  | --- |

- † Equipo desaparecido.